# Heinrich Brandweiner

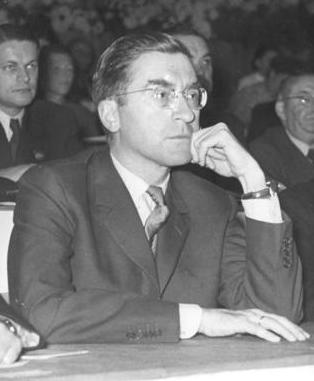
Heinrich Brandweiner als Gast beim 7. Parteitag der Ost-CDU in Weimar, 1954

Heinrich Alfred Josef Ferdinand Brandweiner (* 20. März 1910 in Wien; † 22. April 1997 in Waidhofen an der Thaya) war ein österreichischer Kirchen- und Völkerrechtler, Hochschullehrer und Vertreter der Friedensbewegung. Wegen seiner pro-sowjetischen Positionen in der Zeit des Kalten Krieges war er Gegenstand mehrerer universitärer Affären und Disziplinarverfahren.

## Ausbildung und Karriere als Kriegsrichter
Heinrich Brandweiner wurde am 20. März 1910 als Sohn des Dermatologen und Universitätsprofessors Adolf Brandweiner (* 2. Mai 1875 in Wien) und dessen Ehefrau Sophie Maria (geborene Jaeger; * 25. April 1874 in Köln) in der Frauenheilanstalt des Sanatoriums Löw in der Pelikangasse 15 (Wien-IX) geboren und am 18. Mai 1910 in der Reformierten Stadtkirche (Evangelische Kirche H.B. in Österreich) auf den Namen Heinrich Alfred Josef Ferdinand getauft. Seine Eltern hatten am 3. April 1909 in Wien geheiratet.
In Wien besuchte er ein humanistisches Gymnasium, studierte anschließend Rechts- und Staatswissenschaften und wurde 1935 zum Doctor juris promoviert. Brandweiner trat 1934 in die Vaterländische Front ein. Bereits 1935 wurde er Mitglied der in Österreich illegalen NSDAP. Im selben Jahr heiratete der zu diesem Zeitpunkt im Wildganshof im 3. Wiener Gemeindebezirk Landstraße lebende Brandweiner in der Basilika Unserer Lieben Frau zu den Schotten die Private Eva Susanna Bistron (* 2. September 1913). Aus der Ehe ging unter anderem die Tochter Eva (* 16. April 1938) hervor. Die Ehe wurde mit 12. März 1956 geschieden. Am 24. Juli 1956 wurden die beiden wieder verehelicht.
Nach dem „Anschluss“ Österreichs an den NS-Staat beantragte Brandweiner am 21. Mai 1938 die Aufnahme in die (deutsche) NSDAP und wurde rückwirkend zum 1. Mai desselben Jahres aufgenommen (Mitgliedsnummer 6.236.254). Nach der Gerichtspraxis als Rechtsanwaltsanwärter wurde er im Juli 1938 in den richterlichen Vorbereitungsdienst übernommen und legte im Jänner 1939 die Richteramtsprüfung ab.
Nach einem halben Jahr als Gerichtsassessor bei der Staatsanwaltschaft Wien meldete er sich im August desselben Jahres freiwillig zum Militärdienst und wechselte in den richterlichen Dienst der Luftwaffe. Zwei Jahre später stieg er zum Kriegsgerichtsrat auf. Als Feldrichter diente er zuerst in Frankreich, dann am mittleren Abschnitt der Ostfront in der Sowjetunion. 1943 erhielt er das Eiserne Kreuz II. Klasse und wurde im Sommer desselben Jahres auf eigenen Wunsch ins Oberkommando der Wehrmacht (OKW) versetzt. Er wurde Referent für Völkerrecht im Rechtsamt der Wehrmacht und Justiziar für ausländisches öffentliches Recht und Völkerrecht in der Abteilung Ausland des OKW. Im Mai 1944 erfolgte seine Beförderung zum Oberstabsrichter, im Oktober desselben Jahres wurde er zu einem Feldgericht nach Wien versetzt. In der Endphase des Zweiten Weltkriegs sei er nach eigenen Angaben im Widerstand aktiv gewesen. Von den US-Streitkräften wurde er nach Kriegsende bis Februar 1946 im Lager Glasenbach interniert.

## Professor in Graz, Friedensaktivist und Rechtsstreite
Nach dem Zweiten Weltkrieg arbeitete Brandweiner zunächst als Staatsanwalt beim Volksgericht Graz. An der Universität Graz lehrte er ab 1948 als Dozent und ab 1949 als außerordentlicher Professor für Kirchen- und Völkerrecht. Er trat 1947 der ÖVP bei, bald nach seiner Ernennung zum Professor aber wieder aus. Im beginnenden Kalten Krieg engagierte er sich in der – von der Sowjetunion und ihren Verbündeten instrumentalisierten – Friedensbewegung, namentlich im Österreichischen Friedensrat. Auf dem zweiten Weltfriedenskongress in Warschau wurde er im November 1950 als österreichischer Delegierter neben Josef Dobretsberger und Ernst Fischer in den Weltfriedensrat gewählt. Anschließend wurden seine Vorlesungen von antikommunistischen Studenten krawallartig gestört und verhindert. Konservative Studentenvertreter verlangten, Brandweiner von seiner Lehrtätigkeit zu entheben.
Während des Koreakrieges bereiste er im Frühjahr 1952 mit der „Internationalen Vereinigung demokratischer Juristen“ Korea und behauptete anschließend öffentlich, die USA würden einen Bakterienkrieg führen, indem sie vorsätzlich mit Krankheitserregern infizierte Insekten verbreiteten. Daher wurde er von der antikommunistischen Presse als „Pestfloh-Professor“ verspottet und als „Weggenosse“ der Kommunisten verdächtigt. Weil er Urlaub für eine Studienreise beantragt hatte, ohne den Hintergrund seiner Reise offenzulegen, und mit seinem öffentlichen Auftreten die „Neutralitätsinteressen des österreichischen Staates“ gefährdet habe, wurde er vom Universitätsdienst suspendiert. Da die etwaigen Disziplinarverstöße relativ gering wogen, warf ihm die Landesregierung der Steiermark zusätzlich vor, im Entnazifizierungsverfahren falsche Angaben über seine NS-Vergangenheit gemacht zu haben. Auf Verlangen des sowjetischen Hochkommissars Wladimir Swiridow befasste sich auch der Alliierte Rat im damals noch von den vier Mächten besetzten Österreich mit dem Fall Brandweiner, allerdings ohne eine Einigung zu erzielen. Unterdessen nahm der von seiner Lehrtätigkeit Suspendierte zahlreiche weitere Auftritte im In- und Ausland wahr, auf denen er die „Bakterienkriegsverbrecher“ anprangerte. Sowohl das Strafverfahren wegen Falschregistrierung als auch das Disziplinarverfahren an der Universität wurden 1953 ergebnislos eingestellt.
Er war ab 1953 Erster Vorsitzender des Österreichischen Friedensrates und protestierte, als das Sekretariat des Weltfriedensrates in Wien 1957 (nach der Wiedererlangung der staatlichen Souveränität) vom österreichischen Innenministerium vereinsrechtlich aufgelöst wurde. Die Sowjetunion zeichnete Brandweiner 1956 mit dem Internationalen Lenin-Friedenspreis aus. Er verklagte 1958 seinen Grazer Professorenkollegen Anton Musger wegen Ehrbeleidigung, der ihn als „Verräter“ und „Volksverräter“ bezeichnet hatte. In der Berufungsinstanz verurteilte das Landesgericht Musger nur wegen der Aussage „Volksverräter“, während es die Bezeichnung „Verräter“ für zulässig erklärte.
In der DDR war Brandweiner zwischen 1954 und 1961 als Gastprofessor an der Humboldt-Universität zu Berlin, an der Deutschen Akademie für Staats- und Rechtswissenschaft in Potsdam-Babelsberg sowie an der Karl-Marx-Universität Leipzig tätig. Auf dem 8. Parteitag der Ost-CDU trat er 1956 als Redner auf. Er wurde 1955 zum korrespondierenden und 1969 zum auswärtigen Mitglied der Deutschen Akademie der Wissenschaften zu Berlin (Ost) gewählt. Von 1959 bis 1961 war er zugleich Leiter der Arbeitsstelle für Völkerrecht der Akademie.
Brandweiner war 1958–1961 Kläger im so genannten Ginsengwurzel-Fall, der vom Landgericht Düsseldorf bis vor den Bundesgerichtshof ging. Von seiner Koreareise hatte er dem befreundeten Pharmakologen Heinrich Hofmann Ginsengwurzeln mitgebracht, der ihn in einer Veröffentlichung dankend erwähnte. Später warb der Anbieter eines ginsenghaltigen Kräftigungs- und Potenzmittels fälschlicherweise damit, dass der vermeintliche Ginseng-Forscher Brandweiner der Wurzel zahlreiche gesundheitsfördernde Wirkungen bescheinigt habe. Dieser klagte mit Erfolg auf Geldentschädigung wegen Verletzung seines Persönlichkeitsrechts.
Nach der Anzeige eines Studenten, der ihn des Mißbrauchs der Amtsgewalt bezichtigte (Brandweiner habe, so der Vorwurf, die Studenten eines bestimmten Repetitors bevorzugt), die Anzeige später aber wieder zurückzog, wurde Brandweiner 1962 erneut suspendiert. Das Strafverfahren wurde zwar eingestellt, die Suspendierung aber aufrechterhalten und das Disziplinarverfahren nach einer Klage Brandweiners vor dem Verfassungsgerichtshof 1964 sogar ausgedehnt. Dabei wurden ihm auch der angebliche „standeswidrige“ Übergang vom katholischen ins kommunistische Lager (1950), die „leichtfertige“ Erstellung (1952) und der ebensolche Widerruf (1960) eines völkerrechtlichen Gutachtens über den Koreakrieg sowie seine Schadenersatzklage im Düsseldorfer Ginsengwurzel-Fall, die ebenfalls als „standeswidrig“ unterstellt wurde, vorgeworfen. Gegen seine jahrelange Suspendierung ohne Abschluss des Disziplinarverfahrens legte er Beschwerde bei der Europäischen Kommission für Menschenrechte ein und erhob 1965 Amtshaftungsklage gegen die Republik Österreich. Mit Ende Februar 1967 wurde er schließlich in den zeitlichen Ruhestand versetzt.
Am 22. April 1997 starb Brandweiner im Alter von 87 Jahren in Waidhofen an der Thaya.

## Werke (Auswahl)
- Die christlichen Kirchen als souveräne Rechtsgemeinschaften. Moser, Graz/Wien 1948.[23]
- Die Anschlußgefahr, Wien, Österreichischer Friedensrat, 1954
- Der Österreichische Staatsvertrag, Leipzig, Urania-Verlag, 1955
- Die Pariser Verträge, Berlin, Akademie-Verlag, 1956
- Der sowjetische Vorschlag eines Friedensvertrages mit Deutschland, Berlin, Akademie-Verlag, 1959